# Norra Billings pastorat
Norra Billings pastorat är ett pastorat i Billings kontrakt i Skara stift.
Pastoratet bildades 2006 och omfattar sedan dess:
- Värings församling
- Frösve församling
- Bergs församling
- Götlunda församling

Pastoratskod är 031106.